# Káld
Káld je vas na Madžarskem, ki upravno spada pod Sárvársko okrožje Železne županije.